# Fernando Pereira (militare)
Fernando Pereira (1965 circa) è un militare saotomense.

## Colpo di stato 16 luglio 2003
Ha condotto un colpo di stato ai danni del governo eletto di Fradique de Menezes il 16 luglio 2003, mentre il De Menezes era all'estero. Lasciò il potere dopo una settimana come parte di un accordo.

## Vita privata
Pereira ha una discendenza da genitori con origini di Capo Verde e dell'Angola.
Ha dieci figli.